# Doença psicogênica em massa
Doença psicogênica em massa (DPM), também chamada de doença sociogênica em massa ou distúrbio psicogênico em massa, é o fenômeno sociopsicológico de massa definido pela manifestação dos mesmos ou semelhantes sintomas por mais de uma pessoa, através de uma população, em que não há agente infeccioso responsável pelo contágio. É a rápida disseminação de sinais e sintomas de uma doença que afetam membros de um grupo coeso, originando-se de um distúrbio do sistema nervoso envolvendo excitação, perda ou alteração de função, em que as queixas físicas que são exibidas inconscientemente não têm causas orgânicas correspondentes. Seu conceito científico se iniciou a partir da noção de "histeria" da psiquiatria do século XIX, tornando-se popular também o uso dos sinônimos histeria coletiva, histeria epidêmica ou histeria em massa, cuja neutralidade, porém, é atualmente questionada.

## Causas
O DPM é distinto de outros tipos de delírios coletivos por envolver sintomas físicos. Não é bem compreendido e suas causas são incertas. As características dos surtos de DPM geralmente incluem:
- sintomas sem base orgânica plausível;
- sintomas transitórios e benignos;
- sintomas com início e recuperação rápidos;
- ocorrência em grupo segregado;
- a presença de ansiedade extraordinária;
- sintomas que se espalham pela visão, som ou comunicação oral;
- um propagação que desce na escala de idade, começando com pessoas mais velhas ou de status mais elevado;
- uma preponderância de participantes do sexo feminino.

O psiquiatra britânico Simon Wessely distingue entre duas formas de DPM:
- A histeria de ansiedade em massa "consiste em episódios de ansiedade aguda, ocorrendo principalmente em crianças em idade escolar. A tensão anterior está ausente e a rápida disseminação é por contato visual".
- A histeria motora em massa "consiste em anormalidades no comportamento motor. Ocorre em qualquer faixa etária e a tensão prévia está presente. Os casos iniciais podem ser identificados e a disseminação é gradual. … [O] surto pode ser prolongado."[8]

Embora sua definição às vezes seja seguida, outros, como Ali-Gombe et al. da Universidade de Maiduguri, na Nigéria, contestam a definição de Wessely e descrevem surtos com qualidades de histeria motora em massa e histeria de ansiedade em massa.
O DSM-IV-TR não tem diagnóstico específico para esta condição, mas o texto que descreve o transtorno de conversão afirma que "Na 'histeria epidêmica', sintomas compartilhados se desenvolvem em um grupo circunscrito de pessoas após 'exposição' a um precipitante comum".

### Sintomas comuns
Timothy F. Jones, do Departamento de Saúde do Tennessee, compila os seguintes sintomas com base em sua semelhança em surtos ocorridos em 1980-1990:
| Sintoma                                              | Relatório de porcentagem |
| ---------------------------------------------------- | ------------------------ |
| Dor de cabeça                                        | 67                       |
| Tonturas ou tonturas                                 | 46                       |
| Náusea                                               | 41                       |
| Cólicas ou dores abdominais                          | 39                       |
| Tosse                                                | 31                       |
| Fadiga, sonolência ou fraqueza                       | 31                       |
| Dor de garganta ou queimação                         | 30                       |
| Hiperventilação ou dificuldade em respirar           | 19                       |
| Olhos lacrimejantes ou irritados                     | 13                       |
| Aperto no peito/dor no peito                         | 12                       |
| Incapacidade de concentração/problemas de pensamento | 11                       |
| Vômito                                               | 10                       |
| Formigamento, dormência ou paralisia                 | 10                       |
| Ansiedade ou nervosismo                              | 8                        |
| Diarréia                                             | 7                        |
| Problemas com a visão                                | 7                        |
| Irritação na pele                                    | 4                        |
| Perda de consciência/ síncope                        | 4                        |
| Coceira                                              | 3                        |

### Prevalência e intensidade
Adolescentes e crianças são frequentemente acometidos em casos de IPM. A hipótese de que aqueles propensos à extroversão ou neuroticismo, ou aqueles com baixos escores de QI, são mais propensos a serem afetados em um surto de epidemia histérica não foi consistentemente apoiada pela pesquisa. Bartholomew e Wessely afirmam que "parece claro que não há predisposição particular para doenças sociogênicas em massa e é uma reação comportamental que qualquer um pode mostrar nas circunstâncias certas".
A intensa cobertura da mídia parece exacerbar os surtos. A doença também pode recorrer após o surto inicial. John Waller aconselha que, uma vez determinado que a doença é psicogênica, não deve receber crédito pelas autoridades. Por exemplo, no estudo de caso da fábrica de Singapura, chamar um curandeiro para realizar um exorcismo parecia perpetuar o surto.

## Pesquisas
Além das dificuldades comuns a todas as pesquisas envolvendo as ciências sociais, incluindo a falta de oportunidade para experimentos controlados, a doença sociogênica de massa apresenta dificuldades especiais aos pesquisadores da área. Balaratnasingam e Janca relatam que os métodos para "diagnóstico de histeria em massa permanecem controversos". De acordo com Jones, os efeitos resultantes do DPM "podem ser difíceis de diferenciar dos [do] bioterrorismo, infecção que se espalha rapidamente ou exposição tóxica aguda".

Esses problemas resultam do diagnóstico residual de DPM. Há uma falta de lógica em um argumento que prossegue: "Não há nada, então deve ser DPM". Isso exclui a noção de que um fator orgânico poderia ter sido negligenciado. No entanto, a execução de um grande número de testes aumenta a probabilidade de falsos positivos. Singer, da Uniformed Schools of Medicine, resumiu os problemas com tal diagnóstico:
"[Você] encontra um grupo de pessoas adoecendo, investiga, mede tudo o que pode medir... e quando ainda não consegue encontrar nenhuma razão física, diz 'bem, não há mais nada aqui, então vamos chamar de caso de DPM.'"

## Na história

### Idade Média
Os primeiros casos estudados ligados à histeria epidêmica são as manias de dança da Idade Média, incluindo a dança de São João e o tarantismo. Estes deveriam estar associados à possessão de espíritos ou à mordida da tarântula . Aqueles com mania de dançar dançavam em grandes grupos, às vezes por semanas. A dança às vezes era acompanhada por desnudamento, uivos, gestos obscenos ou até (supostamente) riso ou choro até a morte. A mania da dança se espalhou pela Europa.
Entre os séculos XV e XIX, casos de histeria motora eram comuns em conventos. As jovens que compunham estes conventos eram por vezes forçadas pela família. Uma vez aceitas, faziam votos de castidade e pobreza. Suas vidas eram altamente regimentadas e muitas vezes marcadas por estritas ações disciplinares. As freiras exibiriam uma variedade de comportamentos, geralmente atribuídos à possessão demoníaca. Elas costumavam usar linguagem grosseira e exibir comportamentos sugestivos. As freiras de um convento miavam regularmente como gatos. Os sacerdotes eram frequentemente chamados para exorcizar demônios.

### Séculos XVIII-XXI

#### Nas fábricas
Surtos de DPM ocorreram em fábricas após a revolução industrial na Inglaterra, França, Alemanha, Itália e Rússia, bem como nos Estados Unidos e Singapura.
W.H. Phoon, do Ministério do Trabalho de Singapura, apresenta um estudo de caso de seis surtos de DPM em fábricas de Singapura entre 1973 e 1978. Eles eram caracterizados por: (1) crises histéricas de gritos e violência geral, em que os tranquilizantes eram ineficazes (2) estados de transe, onde um trabalhador alegava estar falando sob a influência de um espírito ou gênio e (3) feitiços de medo: alguns trabalhadores queixaram-se de medo sem precedentes, ou de estar com frio, entorpecido ou tonto. Os surtos diminuiriam em cerca de uma semana. Muitas vezes, um bomoh (curandeiro) era chamado para fazer um exorcismo ritual. Esta técnica não foi eficaz e às vezes parecia exacerbar o surto de DPM. Mulheres e malaios foram afetados desproporcionalmente.
Especialmente notável é o surto "June Bug": Em junho de 1962, um mês de pico na produção fabril, 62 trabalhadores em uma fábrica de costura em uma cidade têxtil no sul dos Estados Unidos  experimentaram sintomas incluindo náusea grave e erupções na pele. A maioria dos surtos ocorreu durante o primeiro turno, onde quatro quintos dos trabalhadores eram do sexo feminino. Do total de 62 surtos, 59 eram mulheres, algumas das quais acreditavam ter sido picadas por insetos de um carregamento de tecido, então entomologistas e outros foram chamados para descobrir o patógeno, mas nenhum foi encontrado. Kerchoff coordenou a entrevista de trabalhadores afetados e não afetados na fábrica e resume suas descobertas:
- Tensão – os afetados eram mais propensos a trabalhar horas extras com frequência e fornecer a maior parte da renda familiar. Muitos eram casados com filhos.
- As pessoas afetadas tendiam a negar suas dificuldades. Kerchoff postula que esses eram "menos propensos a lidar com sucesso sob condições de tensão".
- Os resultados pareciam consistentes com um modelo de contágio social . Grupos de pessoas afetadas tendiam a ter fortes laços sociais.

Kerchoff também relaciona a rápida taxa de contágio com a aparente razoabilidade da teoria da infestação de insetos e a credibilidade dada a ela nas notícias que a acompanham.
Stahl e Lebedun descrevem um surto de doença sociogênica em massa no centro de dados de uma cidade universitária no meio-oeste dos Estados Unidos em 1974. Dez dos 39 trabalhadores que sentiram o cheiro de um "gás misterioso" não confirmado foram levados às pressas para um hospital com sintomas de tontura, desmaio, náusea e vômito. Elas relatam que a maioria das trabalhadoras eram mulheres jovens, quer colocando seus maridos na escola ou complementando a renda familiar. Os afetados foram encontrados para ter altos níveis de insatisfação no trabalho. Aqueles com fortes laços sociais tendem a ter reações semelhantes ao suposto gás, que apenas uma mulher não afetada relatou cheirar. Nenhum gás foi detectado em testes subsequentes do data center.

#### Nas escolas
A histeria em massa afetou escolas em Berry, Alabama e Miami Beach em 1974, com o primeiro episódio assumindo a forma de prurido recorrente, e o último inicialmente provocando medo de gás venenoso (foi rastreado até um estudante popular que estava doente com um vírus).

Milhares foram afetados pela propagação de uma suposta doença em uma província de Kosovo em março a junho de 1990, afetando exclusivamente albaneses étnicos, a maioria dos quais eram jovens adolescentes. Uma grande variedade de sintomas foi manifestada, incluindo dor de cabeça, tontura, respiração dificultada, fraqueza/adinamia, sensação de queimação, cãibras, dor retroesternal/no peito, boca seca e náuseas. Depois que a doença diminuiu, uma Comissão Federal bipartidária divulgou um documento, oferecendo a explicação da doença psicogênica. Radovanovic do Departamento de Medicina Comunitária e Faculdade de Ciências Comportamentais em Safat, Kuwait relata:
Este documento não satisfez nenhum dos dois grupos étnicos. Muitos médicos albaneses acreditavam que o que haviam testemunhado era uma epidemia incomum de envenenamento. A maioria de seus colegas sérvios também ignorou qualquer explicação em termos de psicopatologia. Eles sugeriram que o incidente foi falsificado com a intenção de mostrar aos sérvios uma luz ruim, mas que falhou devido à má organização.
Rodovanovic espera que este caso relatado de doença sociogênica em massa foi precipitado pela situação volátil e culturalmente tensa demonstrada na província.
A epidemia de riso de Tanganyika de 1962 foi um surto de ataques de riso que supostamente ocorreram na vila de Kanshasa ou perto dela, na costa oeste do Lago Vitória, na nação moderna da Tanzânia, afetando 14 escolas diferentes e mais de 1.000 pessoas.
Na manhã de quinta-feira, 7 de outubro de 1965, em uma escola para meninas em Blackburn, na Inglaterra, várias meninas se queixaram de tontura. Algumas desmaiaram. Dentro de algumas horas, 85 meninas da escola foram levadas de ambulância para um hospital próximo após desmaiar. Os sintomas incluíam desmaios, gemidos, ranger de dentes, hiperpneia e tetania. Moss e McEvedy publicaram sua análise do evento cerca de um ano depois. Seguem suas conclusões. Observe que sua conclusão sobre a extroversão e o neuroticismo acima da média dos afetados não é necessariamente típico de DPM:
- Os achados clínicos e laboratoriais foram essencialmente negativos.
- As investigações das autoridades de saúde pública não revelaram nenhuma evidência de poluição dos alimentos ou do ar.
- A epidemiologia do surto foi investigada por meio de questionários aplicados a toda a população escolar. Foi estabelecido que os surtos começaram entre os jovens de 14 anos, mas que a maior incidência se deslocou para as faixas etárias mais jovens.
- Por meio do Inventário de Personalidade de Eysenck, estabeleceu-se que, em todas as faixas etárias, os escores médios E [extroversão] e N [neuroticismo] dos afetados foram maiores do que os dos não afetados.
- As meninas mais novas mostraram-se mais suscetíveis, mas a perturbação foi mais grave e durou mais tempo nas meninas mais velhas.
- Considerou-se que a epidemia era histérica, que uma epidemia anterior de poliomielite havia tornado a população emocionalmente vulnerável e que um desfile de três horas, produzindo 20 desmaios no dia anterior ao primeiro surto, havia sido o gatilho específico.
- Os dados coletados foram considerados incompatíveis com as teorias orgânicas e com a teoria do compromisso de um núcleo orgânico.

Outro caso possível ocorreu na Bélgica em junho de 1999, quando pessoas, principalmente crianças em idade escolar, adoeceram depois de beber Coca-Cola. No final, os cientistas ficaram divididos sobre a escala do surto, se explica completamente os muitos sintomas diferentes e a escala em que a doença sociogênica afetou os envolvidos.
Um possível surto de doença psicogênica em massa ocorreu na Le Roy Junior-Senior High School em 2011, no estado de Nova Iorque, EUA, em que vários alunos começaram a apresentar sintomas semelhantes à síndrome de Tourette. Vários profissionais de saúde descartaram fatores como Gardasil, contaminação da água potável, drogas ilegais, envenenamento por monóxido de carbono e várias outras causas ambientais ou infecciosas potenciais, antes de diagnosticar os alunos com um distúrbio de conversão e doença psicogênica em massa.
Começando por volta de 2009, uma onda de envenenamentos aparentes em escolas para meninas em todo o Afeganistão começou a ser relatada; os sintomas incluíam tonturas, desmaios e vômitos. As Nações Unidas, a Organização Mundial da Saúde e a Força Internacional de Assistência à Segurança da OTAN realizaram investigações dos incidentes ao longo de vários anos, mas nunca encontraram nenhuma evidência de toxinas ou envenenamento nas centenas de amostras de sangue, urina e água que testaram. A conclusão dos investigadores foi que as meninas estavam passando por uma doença psicogênica em massa.
Em agosto de 2019, a BBC informou que as alunas da escola secundária nacional de Ketereh (SMK Ketereh) em Kelantan, Malásia, começaram a gritar, com algumas afirmando ter visto 'um rosto de puro mal'. O Dr. Simon Wessely, do King's College Hospital, em Londres, sugeriu que era uma forma de "comportamento coletivo". Robert Bartholomew, um sociólogo médico americano e autor, disse: "Não é coincidência que Kelantan, o mais religiosamente conservador de todos os estados da Malásia, seja também o mais propenso a surtos". Esta visão é apoiada por Afiq Noor, um acadêmico, que argumenta que a implementação mais rigorosa da lei islâmica na escola em estados como Kelantan está ligada aos surtos. Ele sugeriu que o surto de gritos foi causado pelo ambiente restrito. Na cultura da Malásia, os cemitérios e as árvores são cenários comuns para contos sobrenaturais sobre os espíritos de bebês mortos (toyol), fantasmas vampíricos (pontianak) e espíritos femininos vingativos (penanggalan). As autoridades responderam ao surto de Kelantan cortando árvores ao redor da escola.
Surtos de doenças psicogênicas em massa "foram relatados em conventos e mosteiros católicos em todo o México, Itália e França, em escolas em Kosovo e até mesmo entre líderes de torcida em uma cidade rural da Carolina do Norte".
Episódios de histeria em massa têm sido observados em escolas do Nepal com frequência, levando até mesmo ao fechamento temporário das escolas. Um fenômeno único de “epidemia recorrente de histeria em massa” foi relatado em uma escola do distrito de Pyuthan, no oeste do Nepal, em 2018. Depois que uma estudante de 9 anos desenvolveu episódios de choro e gritos, rapidamente outras crianças da mesma escola também foram afetadas, resultando em 47 alunos afetados (37 mulheres, 10 homens) no mesmo dia. Desde 2016, episódios semelhantes de doenças psicogênicas em massa vêm ocorrendo na mesma escola todos os anos. Acredita-se que este seja um caso único de histeria em massa recorrente.

#### Terrorismo e guerra biológica
Bartholomew e Wessely antecipam a "preocupação de que após um ataque químico, biológico ou nuclear, as instalações de saúde pública possam ser rapidamente sobrecarregadas pelos ansiosos e não apenas pelas baixas médicas e psicológicas". Além disso, os primeiros sintomas dos afetados pelo DPM são difíceis de diferenciar daqueles realmente expostos ao agente perigoso.
Acreditou-se que o primeiro míssil iraquiano que atingiu Israel durante a Guerra do Golfo Pérsico continha armas químicas ou biológicas. Embora este não tenha sido o caso, 40% das pessoas nas proximidades da explosão relataram problemas respiratórios.
Logo após os ataques de antraz de 2001, nas duas primeiras semanas de outubro de 2001, houve mais de 2.300 alarmes falsos de antraz nos Estados Unidos. Alguns relataram sintomas físicos do que acreditavam ser antraz.
Também em 2001, um homem pulverizou o que mais tarde se descobriu ser um limpador de janelas em uma estação de metrô em Maryland. Trinta e cinco pessoas foram tratadas por náuseas, dores de cabeça e dores de garganta.
Em 2017, alguns funcionários da embaixada dos EUA em Cuba relataram sintomas (apelidados de “síndrome de Havana”) atribuídos a “ataques sônicos”. No ano seguinte, alguns funcionários do governo dos EUA na China relataram sintomas semelhantes. Alguns cientistas sugeriram que os supostos sintomas eram de natureza psicogênica. No entanto, um estudo usando neuroimagem sugere pelo menos alguma causa orgânica, não psicogênica.

#### Crianças em famílias de refugiados recentes
Crianças refugiadas na Suécia foram relatadas a entrar em estado de coma ao saber que suas famílias serão deportadas. A condição, conhecida como síndrome de resignação (em sueco:  uppgivenhetssyndrom), acredita-se que exista apenas entre a população refugiada no país escandinavo, onde tem prevalecido desde o início do século XXI. Os comentaristas afirmam que "um grau de contágio psicológico" é inerente à condição, pelo qual jovens amigos e parentes do indivíduo afetado também podem ter a condição.
Em um relatório de 130 páginas sobre a condição, encomendado pelo governo e publicado em 2006, uma equipe de psicólogos, cientistas políticos e sociólogos levantou a hipótese de que era uma síndrome ligada à cultura, uma doença psicológica endêmica em uma sociedade específica.
Este fenômeno foi posteriormente posto em causa, com as crianças a testemunharem que foram obrigadas, pelos pais, a agir de determinada forma para aumentar as hipóteses de obtenção de autorizações de residência. Conforme evidenciado pelos prontuários médicos, os profissionais de saúde estavam cientes desse golpe e testemunharam pais que recusaram ativamente ajuda para seus filhos, mas permaneceram em silêncio. Mais tarde, a Sveriges Television, emissora de televisão pública nacional da Suécia, foi severamente criticada pelo jornalista investigativo Janne Josefsson por não ter descoberto a verdade.

#### Internet
Após o surgimento de um canal popular no YouTube em 2019, onde o apresentador exibe um comportamento semelhante ao de Tourette, houve um aumento acentuado de jovens encaminhados a clínicas especializadas em tiques, que se acredita estarem relacionadas ao contágio social espalhado pela internet, e também para se estressar com a eco-ansiedade e a pandemia de COVID-19. Os autores de um relatório de agosto de 2021 encontraram evidências de que a mídia social era o principal vetor de transmissão, declarando o fenômeno a primeira instância registrada de “doença induzida por mídia social em massa” (MSMI).